# Dana International
Sharon Cohen med kunstnernavn Dana International (født Yaron Cohen, 2. februar 1969) er en transkønnet israelsk sanger, der vandt Eurovision Song Contest 1998 med sangen "DIVA".
Hun blev udvalgt til endnu engang at repræsentere sit land ved Eurovision Song Contest 2011 med sangen "Ding Dong".